# Safareig de la Quintana
El Safareig de la Quintana és un safareig de Canyamars, Dosrius (el Maresme).

## Descripció
Estructura aïllada de planta circular d'uns 8 metres de diàmetre, que presenta un revestiment arrebossat exterior i un lliscat a la cara interior. Probablement l'estructura és bastida en maons, tot i que no s'ha pogut comprovar.
També es coneix com a safareig de la Quintana de ca n'Homs.

## Història
Tot i que popularment és coneguda com a safareig, es tracta d'una bassa d'aigua per al reg de les feixes de la Quintana de ca n'Homs, propietària tant del safareig com d'aquestes terres. S'alimentava de l'aigua del pou de la masia ca n'Homs, situada damunt seu, a l'altra banda del carrer Major, i també de la que sobrava del safareig de n'Homs, relativament proper també.